# Alma mater

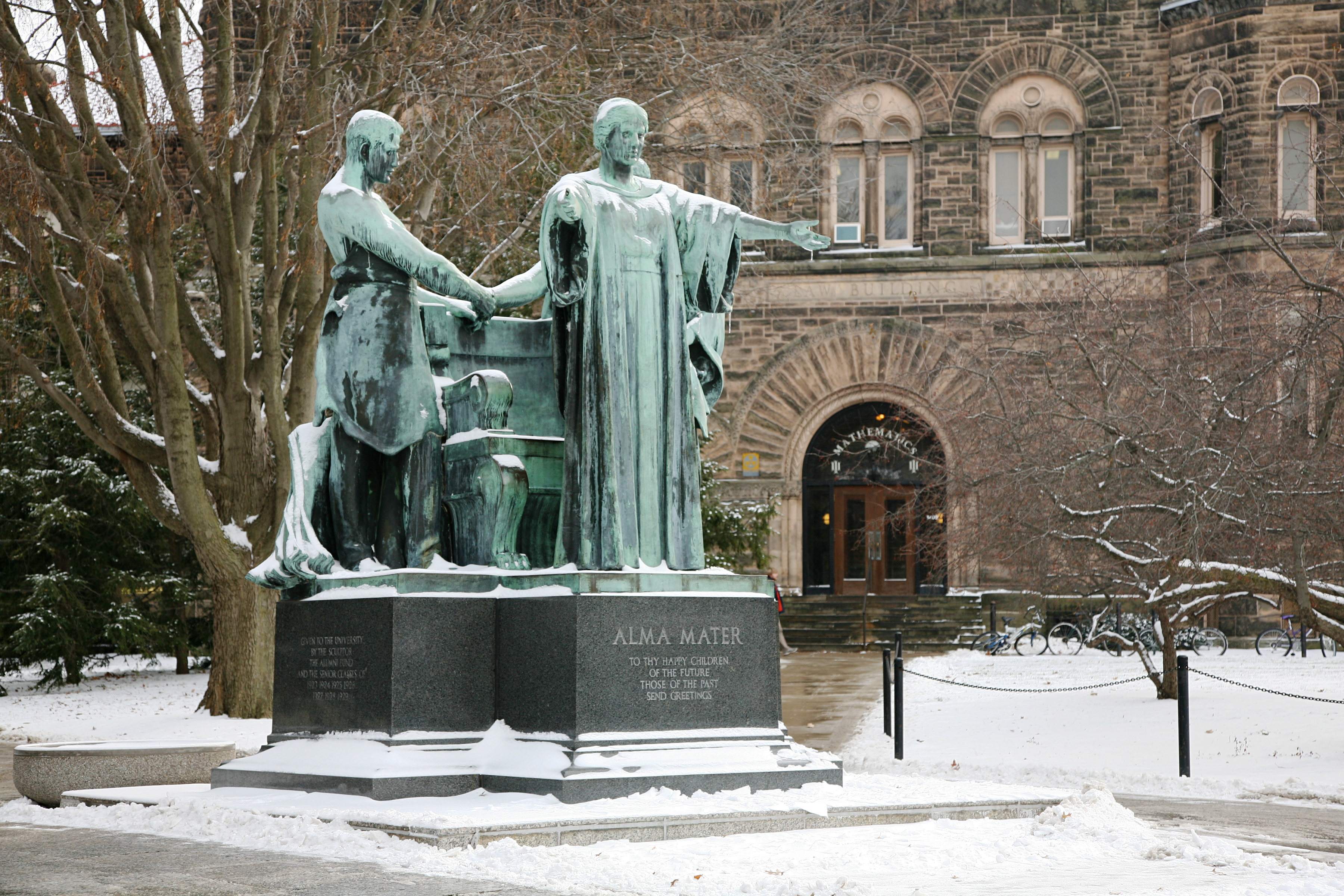
Representació al·legòrica de l'alma mater en un grup escultòric a la Universitat d'Illinois a Urbana-Champaign.

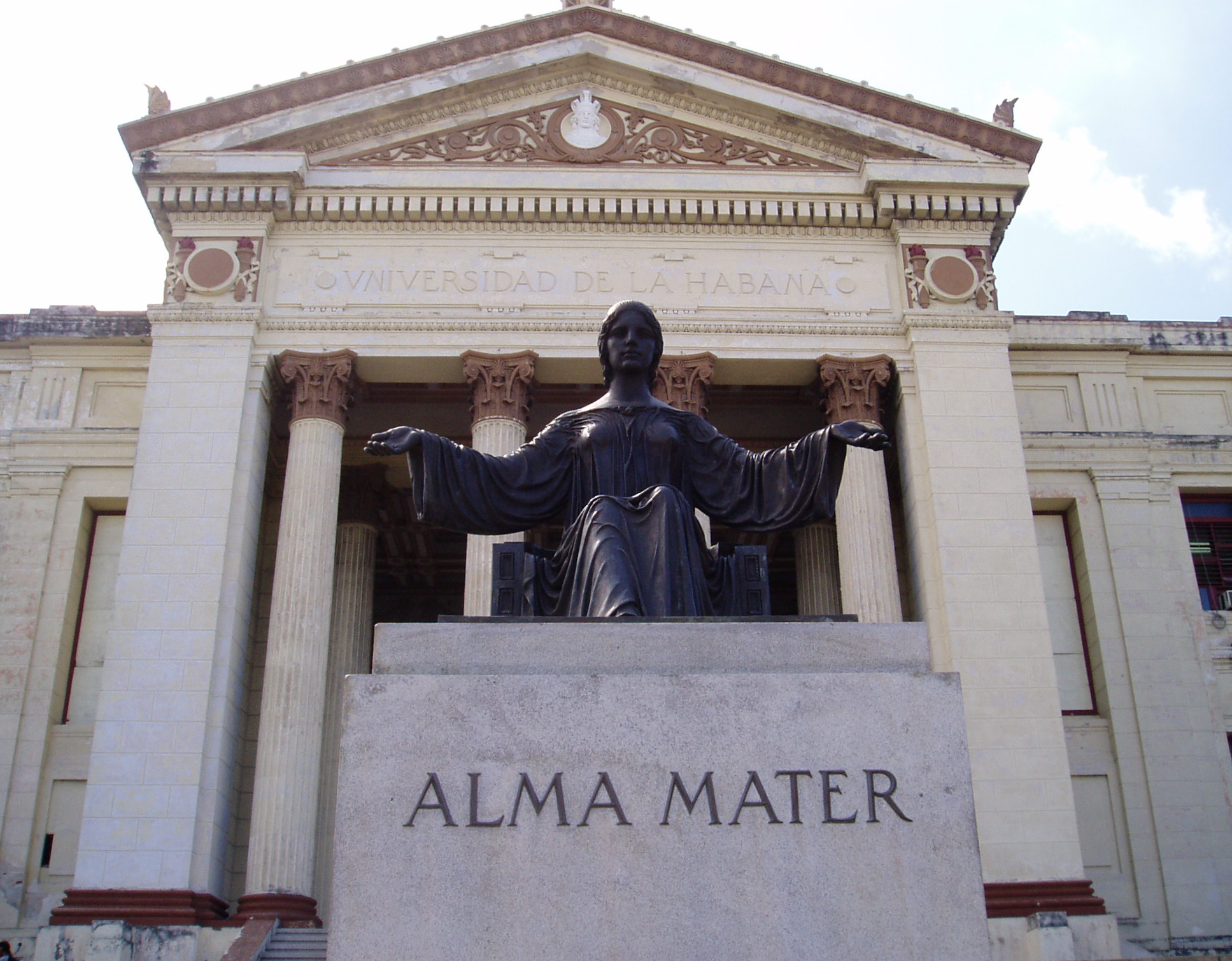
Façana de la Universitat de l'Havana.

Alma mater és una expressió, procedent de la locució llatina alma mater, que significa literalment «mare nutrícia o benefactora» (que alimenta) i que s'usa per referir-se metafòricament a una universitat, al·ludint a la seva funció proveïdora d'aliment intel·lectual. En anglès l'expressió s'usa especialment per referir-se al lloc on un mateix cursa o va cursar els seus estudis universitaris, utilització encara no recollida al diccionari de la llengua catalana (DIEC) de l'Institut d'Estudis Catalans, però que es va estenent als mitjans de comunicació.
La locució era emprada a l'antiga Roma per descriure a la deessa mare i, més tard, a la Mare de Déu, però l'origen del seu ús actual és el lema Alma Mater Studiorum  («mare nutrícia dels estudis») de la universitat més antiga del món occidental en funcionament ininterromput: la Universitat de Bolonya, fundada el 1088. La locució va passar a moltes llengües modernes amb el significat d'acadèmia en el sentit de comunitat científica.
La paraula matriculació, per exemple, deriva també de mater. Per això se suggereix que la institució universitària s'alimenta de coneixements i té cura dels seus alumnes.

## Simbologia
L'alma mater és el símbol principal de la Universitat de l'Havana, representada en una estàtua de bronze a dalt de l'escalinata d'aquesta universitat, obra de l'escultor txec Mario Korbel. Alma mater també és la forma com és coneguda a Colòmbia la Universitat d'Antioquia.